# Vieilles-Maisons-sur-Joudry
Vieilles-Maisons-sur-Joudry är en kommun i departementet Loiret i regionen Centre-Val de Loire strax norr Frankrikes mitt. Kommunen ligger i kantonen Lorris som tillhör arrondissementet Montargis. År 2022 hade Vieilles-Maisons-sur-Joudry 621 invånare.

## Befolkningsutveckling
Antalet invånare i kommunen Vieilles-Maisons-sur-Joudry
| Referens: INSEE |